# Broadway Nights
Broadway Nights è un film muto del 1927 diretto da Joseph C. Boyle.
Il film segna il debutto sullo schermo di Barbara Stanwyck e quello di Ann Sothern.

## Trama
Fanny, una giovane e ambiziosa artista del music hall, giunge al successo con l'aiuto del presentatore Johnny Fay, un giocatore inveterato che la sposa. Tre anni dopo, i due hanno un bambino. A New York vengono assunti in un night club dove Fanny viene notata dagli impresari teatrali Baron e Bronson. I due offrono a Fanny di lavorare per loro, ma quando le chiedono di lasciare Johnny, lei rifiuta. Sarà costretta ad accettare dopo che lei e il marito verranno licenziati, le verrà tolto il figlio e Johnny perderà al gioco tutti i suoi ultimi soldi. Fanny decide di divorziare, ma poi ritorna sulla sua decisione dopo aver sentito alla radio la voce del marito. I due si riuniranno dopo che Fanny, da sola, non riuscirà ad avere successo, mentre Johnny, abbandonate le cattive abitudini, si metterà seriamente al lavoro scrivendo le musiche di uno spettacolo che andrà in scena a Broadway.

## Produzione
Il film fu prodotto dalla Robert Kane Productions.
Venne girato a New York

## Distribuzione
Distribuito dalla First National Pictures, il film - presentato da Robert Kane - uscì nelle sale cinematografiche statunitensi il 15 maggio 1927.
Non si conoscono copie ancora esistenti della pellicola che viene considerata presumibilmente perduta.